# Med livet som indsats
Med livet som indsats (russisk: В твоих руках жизнь) er en sovjetisk spillefilm fra 1958 af Nikolaj Rozantsev.

## Medvirkende
- Oleg Strizjenov som Dudin
- Iosif Kutjanskij som Pavel Stepanovitj
- Viktor Tjekmarjov som
- Anatolij Jusjko som Mozjarov
- Klara Lutjko som Nastja Ivleva